# Cinq Heures
Cinq Heures, Intimité ou Couple dans un intérieur avec paravent est un tableau réalisé par le peintre suisse Félix Vallotton en 1898. Cette tempera sur carton représente un couple s'embrassant dans un fauteuil rouge, avec un paravent au premier plan à droite. L'une des six peintures de la série des Intérieurs avec figures, elle est conservée au sein d'une collection privée.